# 布伦库勒湖 (中国)
布伦库勒湖也称白沙湖或布伦口湖，原位于中华人民共和国新疆维吾尔自治区克孜勒苏柯尔克孜自治州阿克陶县西部木吉河与康西瓦河汇口处附近的一座山区吞吐淡水湖。湖面海拔约3300米，水域面积3.5平方千米。布仑口水库蓄水后成为库区的一部分。